# Hoo Loom
Hoo Loom est un îlot de Nouvelle-Calédonie dans les pléiades du Nord, une des Iles Loyauté.